# Da Costagracht

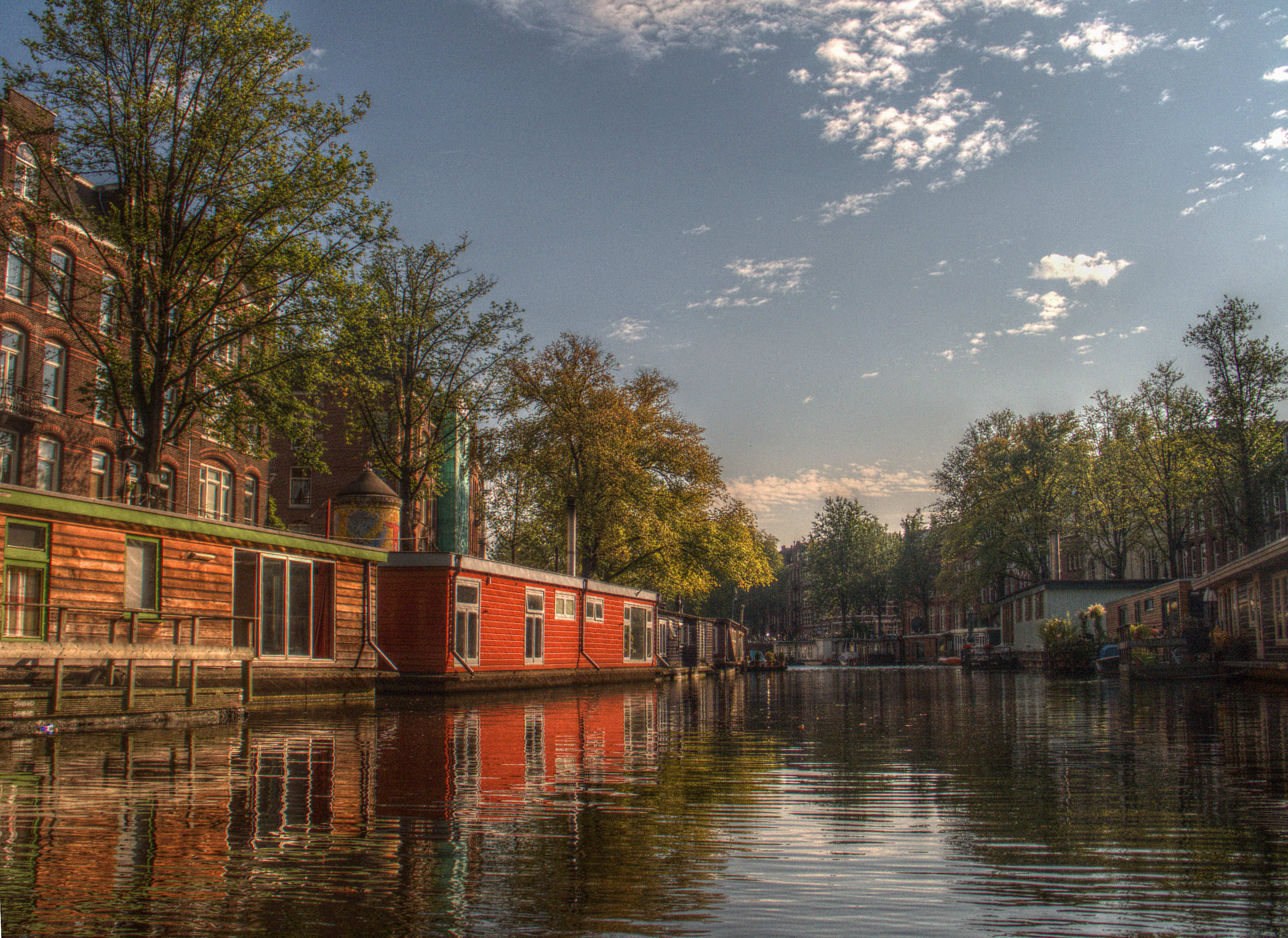
Die Da Costagracht – Blick nach Süden von der De Clercqstraat (Brücke 108) im September 2013

Die Da Costagracht ist ein Kanal in den Wohnvierteln (niederländisch buurten) Da Costabuurt-Noord und Da Costabuurt-Zuid im Amsterdamer Stadtteil West. Die Gracht verbindet die Hugo de Grootgracht im Norden mit dem Jacob van Lennepkanaal im Süden. Die Uferstraßen (niederländisch Kades) längs der Gracht heißen Da Costakade. In der Da Costagracht liegen zahlreiche Hausboote. Die Gracht wurde 1878 im seinerzeit neu entstehenden Stadtviertel (niederländisch wijk) Da Costabuurt gegraben.
Die Gracht wird von vier Straßenbrücken überspannt:
- De Clercqstraat (Brücke 108)
- Potgieterstraat – Jacobus Craandijkbrug (Brücke 138)
- Kinkerstraat – (Brücke 183)
- Jacob van Lennepstraat – Abdellah Zakibrug (Brücke 180).

Die Da Costagracht ist benannt nach dem Dichter und Schriftsteller Isaäc da Costa (1798–1860). Parallel zur Gracht verläuft von der De Clercqstraat zur Jacob Van Lennepkade die Da Costastraat, auf deren nördlichem Abschnitt der Platz Da Costaplein liegt. Während der deutschen Besatzungszeit waren von 1942 bis 1945 die nach dem jüdischen Philosophen Isaäc da Costa benannten Straßen und Plätze umbenannt worden. Nach 1945 wurden die historischen Namen restituiert.
An der Da Costakade liegt auch das Kulturzentrum De Nieuwe Liefde, das 1903 errichtete Volksbad Badhuis Da Costa, und es war dort die ehemalige Schriftgießerei Tetterode ansässig.

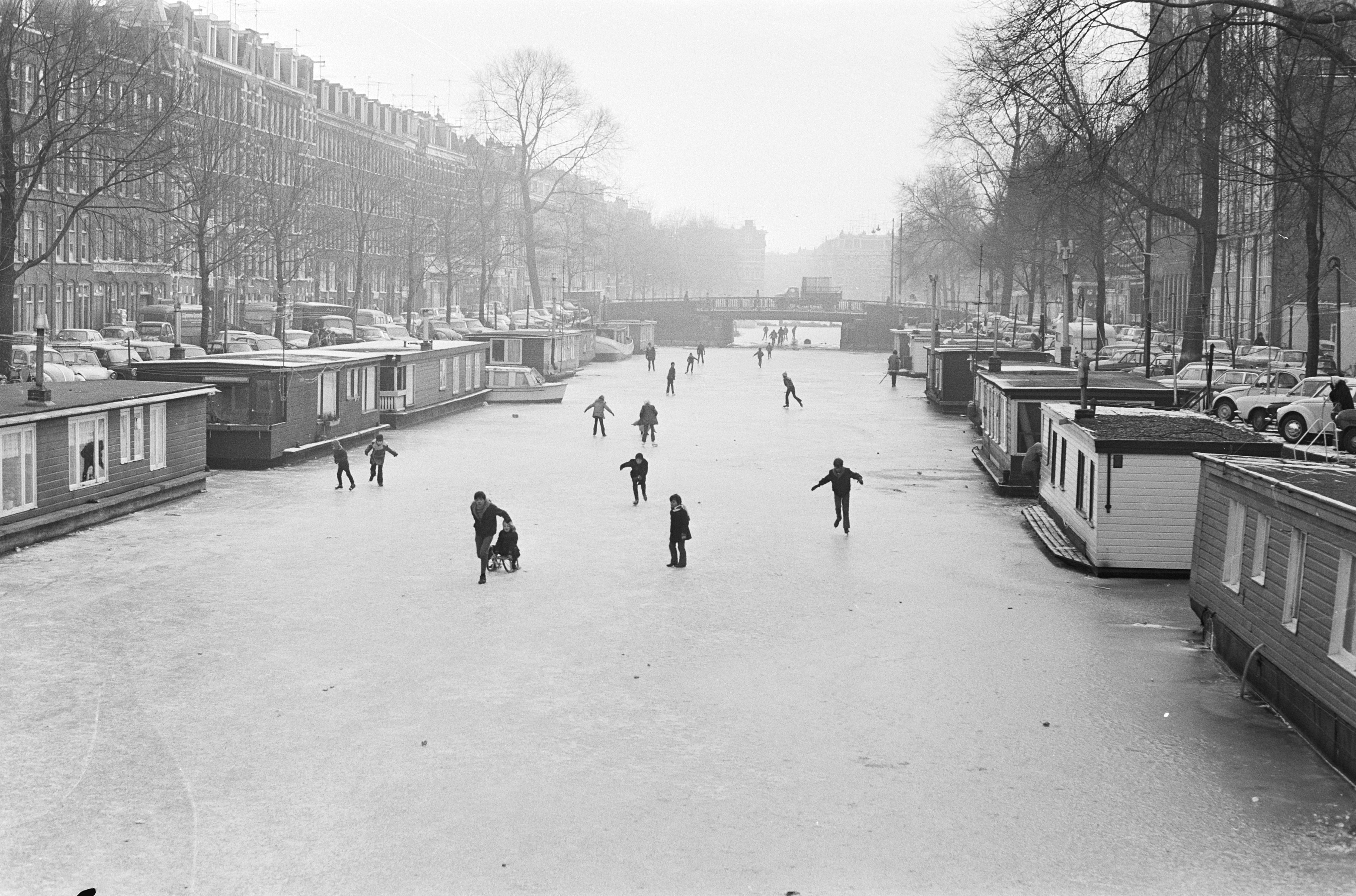
Schlittschuhläufer auf der zugefrorenen Da Costagracht (1971)
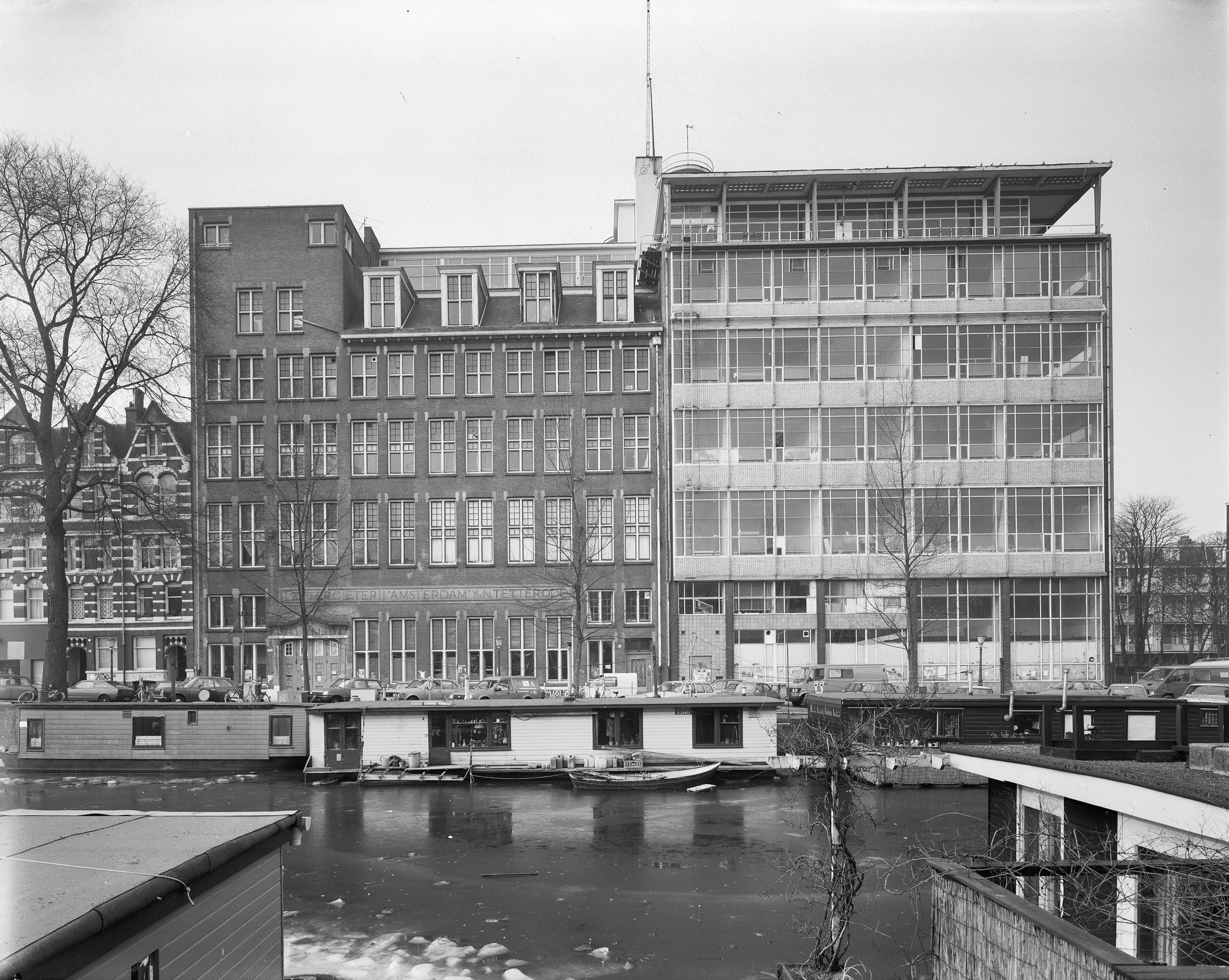
Tetterode-Komplex an der Da Costakade (1985)
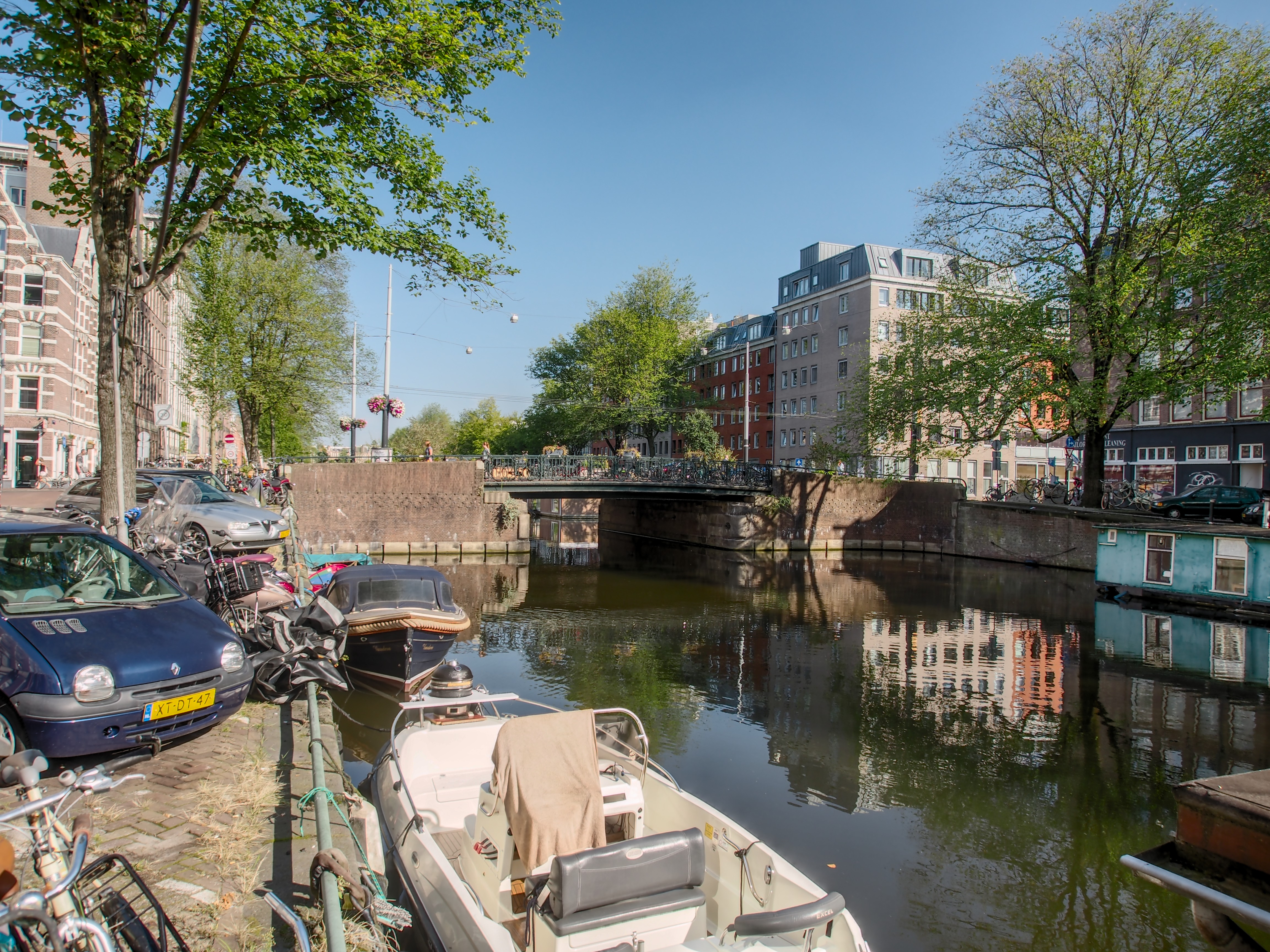
Blick Richtung Norden auf die Da Costagracht mit Brücke 183 (Kinkerstraat)
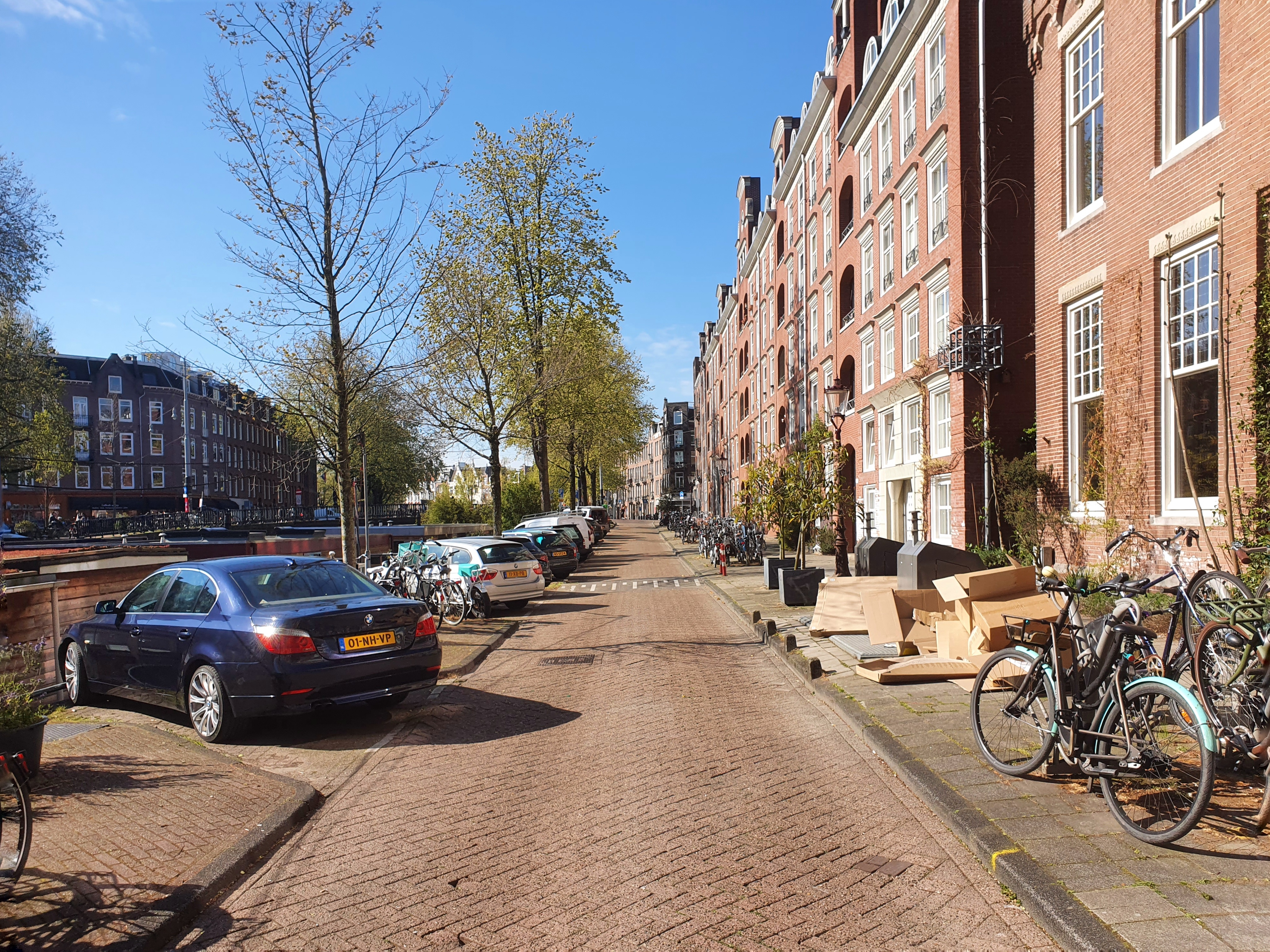
Blick von der westlichen Da Costakade nach Süden auf die Brücke 108 (De Clercqstraat)